# Conseil du Jura bernois
Pour les articles homonymes, voir CJB.
« Conseil régional (Suisse) » redirige ici. Pour le législatif communal, voir législatif communal en Suisse.
Le Conseil du Jura bernois (CJB) est une institution régionale propre au Jura bernois, créée en 2006 et située dans le Canton de Berne, en Suisse. Même si le terme de « parlement régional » revient fréquemment dans les médias, il ne s'agit pas à proprement parler d'un parlement puisque le CJB ne bénéficie d'aucun pouvoir législatif. Ses tâches principales sont celle d'une administration décentralisée (distribution de subventions dans le Jura bernois provenant du Fond cantonal de loterie et du sport) ainsi que la représentation du Jura bernois au sein de la Conférence intercantonale de l'instruction publique de la Suisse romande et du Tessin.
La Neuveville est le siège du Conseil du Jura bernois, premier parlement régional[Quoi ?] de Suisse puisqu'il ne concerne que le Jura bernois, la partie francophone du canton de Berne. L'objectif de cette mise en place est de renforcer la présence de la minorité francophone dans la vie politique du canton de Berne et de préserver sa spécificité culturelle. 
Les citoyens et citoyennes de l'arrondissement administratif du Jura bernois ont élu pour la première fois le conseil le 9 avril 2006 au suffrage universel et proportionnel. Les 24 mandats attribués pour une législature de quatre ans se répartissent de la manière suivante : 11 pour le district de Moutier, 10 pour celui de Courtelary et 3 pour celui de La Neuveville.
Cette élection découle de la Loi sur le statut particulier (LStP). Cette institution régionale au sein d'une entité cantonale peut statuer sur des subventions cantonales attribuées aux activités culturelles de la région, représente les francophones bernois dans les institutions romandes telles que la Conférence intercantonale de l’instruction publique de la Suisse romande et du Tessin (CIIP SR+TI) et est habilitée à traiter directement avec le Gouvernement jurassien s’il s’agit d’affaires concernant des institutions communes aux cantons de Berne et du Jura. Le Grand Conseil bernois (parlement cantonal) demeure l'organe législatif pour tout le canton, Jura bernois compris.
Le Conseil du Jura bernois collabore également avec le Conseil des affaires francophones du district bilingue de Bienne

## Compétences
Le Conseil du Jura bernois possède ainsi certaines compétences. Selon le rapport de présentation du CJB, on peut les classer en trois groupes : compétences de décision, compétences de négociation et compétences de participation. 
Par compétences de décisions, il s’agit notamment des subventions cantonales aux activités culturelles, lorsqu’elles concernent le Jura bernois, à la place de l’autorité cantonale compétente, grâce à un calcul basé sur la proportion de Jurassiens dans le canton de Berne. Il s’agit également de la possibilité de statuer sur les subventions prélevées sur le Fonds du sport et le Fonds de loterie, toujours lorsque cela concerne le Jura bernois, à la place de la Direction de la police et des affaires militaires. Le même principe de procédure qu’avec les subventions culturelles s’applique. Le CJB fait également office de représentant du Jura bernois dans le cadre des conventions scolaires romandes. De plus, le Conseil du Jura bernois a la possibilité de nommer des membres dans certaines institutions régionales.
En ce qui concerne les compétences de négociation, le Conseil du Jura bernois traite avec les autorités cantonales ou régionales voisines dans les affaires relevant de la langue, de la culture ou de l'administration d'institutions communes. Dans les relations au niveau interjurassien, son partenaire de négociation est le Gouvernement de la République et Canton du Jura. Ce dernier article étant particulièrement important dans le cadre politique du règlement de la Question jurassienne.
Enfin, les compétences de participation du CJB sont les suivantes : le CJB est entendu comme représentant du Jura bernois dans toutes les affaires qui concernent cette région. Par exemple, lorsque le Conseil-exécutif ou une Direction cantonale prend une décision sur une affaire de portée générale ou de grande importance politique pour le Jura bernois, elle est tenue de demander préalablement l'avis du Conseil du Jura bernois. Les nominations de hauts responsables cantonaux à des postes qui concernent directement le Jura bernois sont également soumises au préavis du CJB.

## Critiques
Dans un contexte de politique régionale fortement divisée sur l'avenir de la région (séparation du canton de Berne), le Conseil du Jura bernois est souvent instrumentalisé. Décentralisation géniale pour les anti-séparatistes, "coquille vide" pour les autonomistes jurassiens, le CJB n'a pas manqué d'engager des critiques, nées d'importantes controverses. Au cours de sa récente histoire, le Conseil du Jura bernois a provoqué de vives réactions à la suite de certaines prises de position.
En juin 2012, le conseil du Jura bernois a organisé une conférence de presse  pour témoigner son soutien à l’organisation d’un vote dans le Jura bernois et le canton du Jura sur la création d’un nouveau canton formé des deux entités territoriales, comme convenu par la déclaration d’intention cosignée par les canton de Berne et du Jura, sous l’égide du Conseil fédéral. De plus, le CJB a présenté à la presse une lettre qu’il avait envoyée à toutes les communes du Jura bernois, en témoignant l’hostilité du CJB envers cette déclaration d’intention en critiquant fortement le rôle du Conseil-exécutif, sa stratégie et les modalités de votations (avec une option communaliste) que les deux gouvernements ont mis en place. L’article 31 de la LStP donne au CJB les compétences de donner son avis sur les affaires qui concernent directement le Jura bernois. Le CJB peut ensuite faire des propositions. Étant donné que l’avis émis par le CJB s’apparente à critiquer un « trop-plein de démocratie (techniquement, le CJB s’est opposé au fait que les communes du Jura bernois puissent demander, dans un deuxième temps, la possibilité de voter d’elles-mêmes sur leur appartenance cantonale), un grand étonnement est né de cette prise de position contraire à la démocratie dans la région concernée.
Dans la suite de ces événements, en février 2012, la Déclaration d’intention a été signée par les cantons de Berne et du Jura. Cette signature fait suite à une longue période de négociation après la publication des conclusions de l’Assemblée interjurassienne. Le CJB a demandé au Conseil-exécutif de ne pas être consulté.
Dans une nouvelle affaire qui a fait réagir, le CJB a pris position en faveur d’une motion au Grand Conseil demandant que l’unanimité soit requise pour demander le vote séparé (la députation francophone du Grand Conseil a le droit de demander le vote séparé sur des objets qui concernent Bienne ou le Jura bernois). Or, l’unanimité étant pratiquement impossible à atteindre, cette motion aurait de fait pratiquement éliminé cet outil important pour la minorité linguistique au Grand Conseil. De plus, en janvier 2013, la Députation francophone a décidé d’exiger systématiquement le vote séparé.
En 2011, le Conseil-exécutif s’est retiré du dossier du CREA (Centre Interjurassien d'Expression des Arts de la scène, une importante institution interjurassienne), mettant fin à cette institution commune décrite comme « objectif principal » du CJB. Le Conseil du Jura bernois a, par la suite, réitéré ses regrets quant à cette décision mais a été vivement critiqué pour ne pas avoir réagi.
En 2011, le CJB et le CAF ont pris position pour l’élection de Fabian Greub (secrétaire du CJB) au poste de vice-chancelier du canton de Berne, comme le prévoit une ordonnance du Conseil-exécutif. Finalement, le Conseil du Jura bernois n’a pas été écouté par le gouvernement. Ainsi, le seul semblant de pouvoir exécutif du CJB n'a jamais pu être utilisé, prouvant que les autorités bernoises ne semblent pas très enclines à accorder de l'importance à cette institution. 

## Votation du 24 novembre 2013
En juin 2013, le Conseil du Jura bernois émet un rapport concernant l'avenir institutionnel du Jura bernois. À la majorité des deux tiers de ses membres, le CJB adopte par 16 voix pour, 6 voix contre et 1 abstention un rapport détaillant les risques liés au résultat de la votation en cas de séparation du Jura bernois du Canton de Berne. 
En outre, le CJB recommande à la population de répondre « NON » à la consultation du 24 novembre sur l'opportunité de créer un nouveau canton avec le Jura par 15 voix approuvant le « NON » contre 9 voix pour le « OUI ».

## Élections 2006
|  | Partis                                                         | Sigles  | Obédience       | Orientation                | Pourcentage | Sièges |
|  | -------------------------------------------------------------- | ------- | --------------- | -------------------------- | ----------- | ------ |
|  | Parti socialiste                                               | PSJB    | antiséparatiste | social-démocrate           | 21,94 %     | 5      |
|  | Union démocratique du centre                                   | UDC JB  | antiséparatiste | conservatisme              | 18,72 %     | 5      |
|  | Parti libéral-radical                                          | PLRJB   | antiséparatiste | libéral/radical            | 18,03 %     | 5      |
|  | Parti socialiste autonome du Jura Sud                          | PSA-SJ  | autonomiste     | social-démocrate           | 15,03 %     | 4      |
|  | Alliance Jurassienne                                           | AJU     | autonomiste     | social-démocrate           | 8,56 %      | 2      |
|  | Parti démocrate-chrétien du Jura-Sud & Parti Libéral Jurassien | PDC/PLJ | autonomiste     | démocrate-chrétien/libéral | 8,08 %      | 2      |
|  | Parti évangélique                                              | PEV JB  | antiséparatiste | chrétien/centre gauche     | 5,64 %      | 1      |
|  | Union démocratique fédérale                                    | UDF     | antiséparatiste | chrétien/conservateur      | 3,98 %      | 0      |

## Élections 2010
|  | Partis                                                         | Sigles   | Obédience       | Orientation                | Pourcentage | Sièges |
|  | -------------------------------------------------------------- | -------- | --------------- | -------------------------- | ----------- | ------ |
|  | Union démocratique du centre                                   | UDC JB   | antiséparatiste | conservatisme              | 23,46 %     | 7      |
|  | Parti socialiste                                               | PSJB     | antiséparatiste | social-démocrate           | 16,00 %     | 4      |
|  | Parti libéral-radical                                          | PLRJB    | antiséparatiste | libéral/radical            | 15,90 %     | 3      |
|  | Parti socialiste autonome du Jura Sud                          | PSA-SJ   | autonomiste     | social-démocrate           | 13,43 %     | 4      |
|  | Les Verts                                                      | Verts JB | neutre          | écologiste                 | 9,60 %      | 2      |
|  | Parti bourgeois-démocratique                                   | PBD JB   | antiséparatiste | conservateur               | 5,56 %      | 1      |
|  | Alliance Jurassienne                                           | AJU      | autonomiste     | social-démocrate           | 5,00 %      | 1      |
|  | Parti évangélique                                              | PEV JB   | antiséparatiste | chrétien/centre gauche     | 4,86 %      | 1      |
|  | Union démocratique fédérale                                    | UDF      | antiséparatiste | chrétien/conservateur      | 3,36 %      | 0      |
|  | Parti démocrate-chrétien du Jura-Sud & Parti Libéral Jurassien | PDC/PLJ  | autonomiste     | démocrate-chrétien/libéral | 2,76 %      | 1      |

## Élections 2014
|  | Partis                                                             | Sigles   | Obédience       | Orientation                | Pourcentage | Sièges |
|  | ------------------------------------------------------------------ | -------- | --------------- | -------------------------- | ----------- | ------ |
|  | Union démocratique du centre                                       | UDC JB   | antiséparatiste | conservatisme              | 25.32 %     | 8      |
|  | Parti socialiste                                                   | PSJB     | antiséparatiste | social-démocrate           | 24.48 %     | 6      |
|  | Parti libéral-radical                                              | PLRJB    | antiséparatiste | libéral/radical            | 16.08 %     | 3      |
|  | Parti socialiste autonome du Jura Sud                              | PSA-SJ   | autonomiste     | social-démocrate           | 9.52 %      | 4      |
|  | Les Verts                                                          | Verts JB | neutre          | écologiste                 | 5.38 %      | 1      |
|  | Parti bourgeois-démocratique                                       | PBD JB   | antiséparatiste | conservateur               | 4.60 %      | 0      |
|  | Parti évangélique                                                  | PEV JB   | neutre          | chrétien/centre gauche     | 4.35 %      | 1      |
|  | Les Vert'libéraux                                                  | PVLJB    | neutre          | écologiste                 | 4.18 %      | 0      |
|  | Parti démocrate-chrétien du Jura-Sud & Mouvement Libéral Jurassien | PDC/MLJ  | autonomiste     | démocrate-chrétien/libéral | 3.38 %      | 1      |
|  | Union démocratique fédérale                                        | UDF JB   | antiséparatiste | chrétien/conservateur      | 2.67 %      | 0      |

## Élections 2018
|  | Partis                                                             | Sigles   | Obédience       | Orientation                | Pourcentage | Sièges |
|  | ------------------------------------------------------------------ | -------- | --------------- | -------------------------- | ----------- | ------ |
|  | Union démocratique du centre                                       | UDC JB   | antiséparatiste | conservatisme              | 25.66 %     | 7      |
|  | Parti socialiste                                                   | PSJB     | antiséparatiste | social-démocrate           | 22.10 %     | 5      |
|  | Parti libéral-radical                                              | PLRJB    | antiséparatiste | libéral/radical            | 16 %        | 5      |
|  | Les Verts                                                          | Verts JB | neutre          | écologiste                 | 15.13 %     | 3      |
|  | Parti socialiste autonome du Jura Sud                              | PSA-SJ   | autonomiste     | social-démocrate           | 9.83 %      | 3      |
|  | Parti évangélique                                                  | PEV JB   | neutre          | chrétien/centre gauche     | 5.20 %      | 0      |
|  | Parti démocrate-chrétien du Jura-Sud & Mouvement Libéral Jurassien | PDC/MLJ  | autonomiste     | démocrate-chrétien/libéral | 4.03 %      | 1      |
|  | Union démocratique fédérale                                        | UDF JB   | antiséparatiste | chrétien/conservateur      | 2.03 %      | 0      |

## Élections de 2022
Pour les élections de 2022, la répartition des sièges par districts n'existe plus. Les partis présentent des listes comportant au maximum 24 noms sur la totalité de l'arrondissement administratif du Jura bernois. À noter que la commune de Moutier changera de canton en cours de mandature, d'où parfois des listes divisées entre « Moutier » et « Jura bernois ».
|  | Partis                                                  | Sigles   | Obédience               | Orientation               | Pourcentage | Sièges |
|  | ------------------------------------------------------- | -------- | ----------------------- | ------------------------- | ----------- | ------ |
|  | Union démocratique du centre                            | UDC      | antiséparatiste         | conservatisme             | 28,6%       | 8      |
|  | Parti socialiste autonome - Moutier Ensemble socialiste | PSA ES   | séparatiste autonomiste | social-démocrate          | 14,6%       | 4      |
|  | Parti libéral-radical                                   | PLR      | antiséparatiste         | libéral/radical           | 14,2 %      | 3      |
|  | Parti socialiste                                        | PS       | antiséparatiste         | social-démocrate          | 13 %        | 3      |
|  | Les Vert·e·s                                            | Verts JB | neutre                  | écologiste                | 12,4 %      | 3      |
|  | Le Centre - Moutier Le Centre - Jura bernois            | LC       | séparatiste autonomiste | démocrate-chrétien        | 5,2 %       | 1      |
|  | Parti évangélique                                       | PEV      | neutre                  | chrétien/centre gauche    | 5 %         | 1      |
|  | Union démocratique fédérale                             | UDF      | antiséparatiste         | chrétien/conservateur     | 2,7 %       | 1      |
|  | Vert'libéraux                                           | PVL      | neutre                  | écologiste/social-libéral | 1,7 %       | 0      |
|  | Parti Vert Alternatif                                   | PVA      | autonomiste             | écologiste                | 0,6 %       | 0      |